# 升糖指数

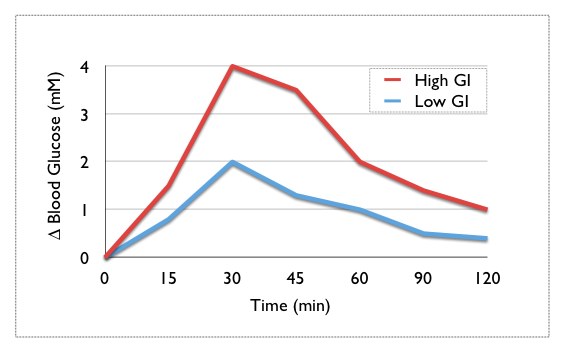
高升糖指數糖類（紅）和低升糖指數糖類（藍）對血糖的影響

升糖指數（英語：glycemic index）又稱血糖指数、糖生成指數、血糖生成指数，用於衡量糖類對血糖值的影響，是一種食物升高血糖能力的度量。GI值高的食物其所含醣類會被迅速分解然後吸收，將葡萄糖迅速釋放到循環系統，導致血糖急劇上升再下降。反之，低GI值的食物其所含醣類會被緩慢分解或較慢吸收，使葡萄糖逐漸釋放到循環系統，讓血糖水平的上升和下降更加緩慢與平衡。
低升糖指數食品有益於大多數人的健康。升糖指數的概念是由多倫多大學的大衛·詹金斯教授（David J. Jenkins）和同事於1980年－1981年在研究最適合糖尿病人的飲食時發展起來的。

## 食品的升糖指數
升糖指数的定义是：實驗者12小时禁食后，摄入含特定数量（如50克）可消化碳水化合物（扣除不可消化吸收的纤维素等）的食物，血糖升高数值相对于餐后时间的曲线下面积（即积分），再除以标准食品（如葡萄糖）的曲线下面积再乘以100。
升糖指數有兩套不同的計算基準，兩者的數值差距約為1.4倍。以食用後兩小時內血糖的增加值作為比較。
- 以純葡萄糖為GI值100，在亚洲广为使用。
- 以白麵包為GI值100，純葡萄糖则為GI值140。适用于以白面包为主食的欧美人。

| 分類         | GI 範圍 | 範例                                           |
| ------------ | ------- | ---------------------------------------------- |
| 低升糖指數   | 低於55  | 蔬菜和水果（馬鈴薯和西瓜除外）、雜糧麵包、牛奶 |
| 中等升糖指數 | 56－69  | 全麥麵包、糙米                                 |
| 高升糖指數   | 70－99  | 玉米片、烘烤馬鈴薯、羊角麵包、白麵包           |

影响食物的升糖指数的因素：
- 淀粉类型：直链淀粉比支链淀粉的升糖指数更低。因为直链淀粉含有更少的水分子，缠绕更紧，消化时间更慢。而支链淀粉的分子更为开放，易于水解。
  - 例如：菜豆的升糖指数是28、马铃薯是85、糯米是98。
- 物理限制：种子的糠、种皮都限制了对种子内部胚乳淀粉的消化，所以更完整的种子的升糖指数更低。
  - 例如：小米包含着完整的种皮，小米（煮饭）的升糖指数为71；包含糠与胚芽的糙米煮饭，升糖指数为70。相反精白大米（磨去了糠层，仅保留胚乳）的升糖指数为83。
- 纤维黏性：食物中可溶解的黏纤维，在肠道中为凝胶状（gel-like），降低了淀粉酶活性。
  - 例如：苹果含有果胶，因此其升糖指数为40；原片燕麦片（rolled-oat）的升糖指数为51。相反全麦面包的升糖指数为73。
- 含糖量：蔗糖的升糖指数比麦芽糖更低。因此白糖的升糖指数比淀粉要低。
- 脂肪与蛋白质含量：脂肪与蛋白质减慢了肠道排空，因此减缓了淀粉的消化吸收。
  - 例如：炸薯片的升糖指数为54，而烤马铃薯的升糖指数为85、即熟玉米片为92。
- 酸含量：酸减慢了胃排空，因此减缓了淀粉的消化吸收。
  - 例如：酸面团做的面包升糖指数为54、而白面包为73。
- 食物加工：加工愈细，需要的消化时间愈短。
  - 例如：原片燕麦片（rolled-oat）的升糖指数为51、而1分钟即熟燕麦为66。
- 烹饪：烹饪使得淀粉吸水，软化食物，消化时间变短。
  - 例如，義大利麵煮10－15分钟，其升糖指数为44；如果義大利麵煮20分钟，其升糖指数为64。

一般認為，白飯是升糖指數高達83的食物。但有兩種方式據說可以降低白飯的升糖指數。
1. 吃冷飯，據說冷飯會增加抗性澱粉，使被身體吸收的澱粉減少。[3]
2. 加白醋，目前作用機制不明。[4]

## 疾病預防
摄食低升糖指数食物，较有饱足感而不易饿，可避免吃过量，可压抑血中胰岛素的分泌速度，可能使得餐后血糖较稳定，也可能降低脂肪囤积。但要注意的是：低GI值食物不代表低糖，更不等于低热量，且不健康的食品却可能有低GI值，例如巧克力蛋糕为38、冰淇淋为37、纯果糖为19。

## 相關
- 升糖負荷

## 外部連結
- （英文）澳洲雪梨大學官方升糖指數電子報（页面存档备份，存于）
- （繁體中文）食物GI知多少 吃出健康少煩惱！（以白麵包為GI值100）